# 貢德山
46°17′07.9″N 7°15′48.7″E / 46.285528°N 7.263528°E

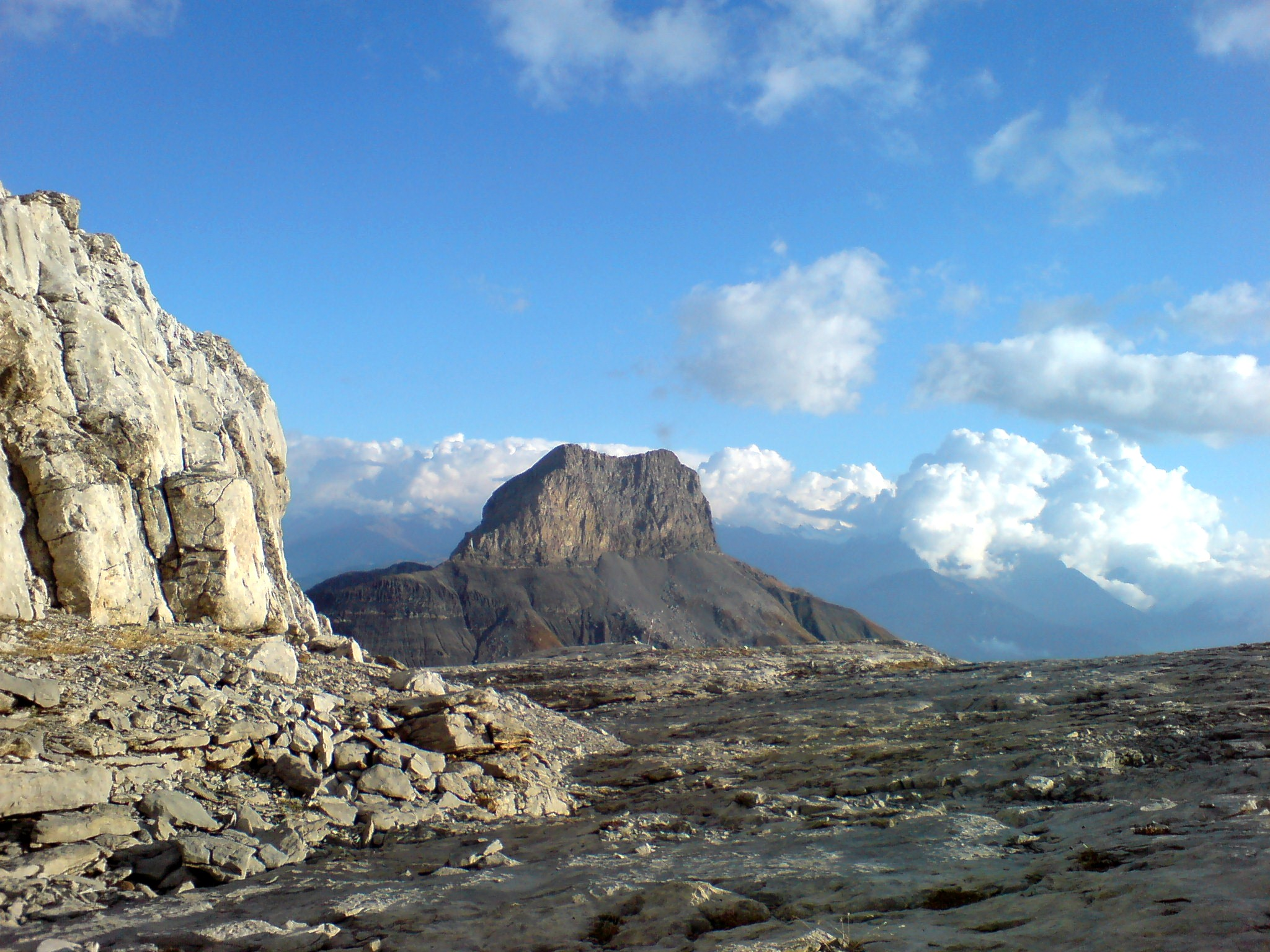

貢德山（Mont Gond），是瑞士的山峰，位於該國西南部，由瓦萊州負責管轄，屬於伯恩山的一部分，該山峰海拔高度2,710米，每年平均降雨量1,395毫米。